# Sagehen Nunataks
Sagehen Nunataks är nunataker i Antarktis. De ligger i den centrala delen av kontinenten. Nya Zeeland gör anspråk på området.